# Anna Maiques
Anna Maiques, född den 3 september 1967 i Terrassa, Spanien, är en spansk landhockeyspelare.
Hon tog OS-guld i damernas landhockeyturnering i samband med de olympiska landhockeytävlingarna 1992 i Barcelona.